# Lunyuk Ode
Lunyuk Ode is een bestuurslaag in het regentschap Sumbawa van de provincie West-Nusa Tenggara, Indonesië. Lunyuk Ode telt 1300 inwoners (volkstelling 2010).